# Härkäjärvi (sjö i Lappland)
Härkäjärvi är en sjö i Finland. Den ligger i kommunen Kolari i landskapet Lappland, i den norra delen av landet, 800 km norr om huvudstaden Helsingfors. Härkäjärvi ligger 178,4 meter över havet. Arean är 22,2 hektar och strandlinjen är 2,13 kilometer lång. Sjön  ingår i Kemi älvs huvudavrinningsområde. 